# Diachus levis
Diachus levis är en skalbaggsart som först beskrevs av Samuel Stehman Haldeman 1849.  Diachus levis ingår i släktet Diachus och familjen bladbaggar. Inga underarter finns listade i Catalogue of Life.